# Ari Vatanen
Ari Pieti Uolevi Vatanen, född 27 april 1952 i Tuupovaara i Finland, finländsk rallyförare och politiker. Han är bosatt i Frankrike där han bedriver vinodling.
Ari Vatanen vann världsmästerskapet i rally 1981 med Ford. Som privatförare har han även vunnit Dakarrallyt fyra gånger, med Peugeot 1987, 1989, 1990 och med Citroen 1991. Även känd från pikes peak 1990 med sin grupp b peugeot 405 T16 4x4 på ca 800hk.
Vatanen valdes till Europaparlamentet 1999 från Samlingspartiets lista i Finland. 2004 blev han invald till samma parlament men nu som representant för franska Union pour un Mouvement Populaire.

## Utmärkelser
- Riddartecknet av I klass av Finlands Lejons orden,  6 december 1986[1]
- Förtjänstorden, tredje graden,  20 augusti 2008[2]
- Officer av Nationalförtjänstorden[3]

[Redigera Wikidata]